# Råd & Rön

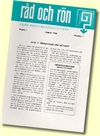
Råd & Rön nummer 1, 1958.

Råd & Rön är en ansedd svensk konsumenttidskrift som utges av intresseorganisationen Sveriges Konsumenter. Tidigare utgivaren var statliga Konsumentinstitutet och från 1973 Konsumentverket som överlät tidningen i juni 2006. Tidningen skriver om och undersöker varor och tjänster ur ett konsumentperspektiv.
Råd & Rön har funnits sedan 1958 då ett fyrsidigt blad gavs ut av Konsumentinstitutet 4 gånger om året. 1972 bytte tidningen format och fick sin nuvarande utformning. Tidningen utför tester på produkter och tjänster, ofta i samarbete med andra europeiska konsumenttidningar.

## Råd & Röns svarta lista
Tidningen publicerar en lista över näringsidkare som inte följer utslag i Allmänna reklamationsnämnden.

## Mozzarellatestet 2015
2015 anklagade tidningen felaktigt en svensk buffelbonde som tillverkar mozzarellaost för att ha tillsatt komjölk i sin ost, vilket riskerade att fälla hela bondens verksamhet. Det var en nationellt uppmärksammad händelse som kom att bli principiellt intressant i frågan om hur långt en tidning bör gå för att ge upprättelse.
Mozzarellaverksamheten, som drevs av två agronomer och en tidigare biomedicinsk analytiker, beställde egna analyser av livsmedelsverket som visade att tidningen hade dragit felaktiga slutsatser på de test som de hade utfört och att det ko-DNA som hittats i osten kunde förklaras med att mejeriet använde kalvlöpe för att koagulera osten, något som krävs för att produkten ska erhålla GTS-märkning och SUB-märkning.
Råd & Röns chefredaktör försvarade först publiceringen, men efter en artikel i Dagens Industri tog tidningen tillbaka publiceringen eftersom experterna som hade anlitats vid den första publiceringen inte längre stod bakom slutsatsen. Tidningen bad om ursäkt, rättade och erbjöd bonden genmäle. Bonden begärde ekonomisk ersättning för de egenbekostade testerna som hade krävts för att motbevisa tidningen. Råd & Rön sade först nej till att ersätta bonden, men efter att bland annat radioprogrammet Medierna uppmärksammade frågan gick de med på att ersätta bonden med 15 000 kronor.
Händelsen väckte också frågan varför de andra mozzarellaostarna av buffelmjölk i tidningens test inte innehöll ko-DNA från kalvlöpe och om de tillverkarna använde något annat för att koagulera osten, vilket ledde till att Livsmedelsverket skickade en fråga om tillverkningen till Italien.[uppföljning saknas]